# 世嘉Master System
SEGA Master System（簡稱SMS，香港俗稱世嘉電視遊戲機或世嘉四代）是SEGA在1987年在日本（1986年在美國）推出的8位元家用遊戲機，原型机是SEGA Mark III（香港俗稱世嘉三代）。在北美发售的版本包括称为「Sega Base System」的仅附带单手柄的版本和称为「Sega Master System」的附带双手柄和光枪的版本。很快Master System就佔了本系統的大宗，成了其正式名字。當時 Master System 的推出是為了與任天堂紅白機相抗衡。其在欧洲和巴西市场获得了一定的成功，将世嘉带到了可与任天堂抗衡的位置。但在北美和日本地区却没有这样的成功。
后来的 Game Gear 正是SMS的缩小版，只是还需要卡带转接器才能玩 SMS 的游戏。

## 历史

### 日本
Sega Mark III于1985年10月20日在日本首发，其竞争目标是任天堂的红白机。作为SG-1000的改进机型，它的架构类似SG-1000 II，但在图像显示芯片和内存数量上有所改进。
这套系统向下兼容SG-1000，除了在那个时代的游戏机都附有的标准的游戏卡带插槽，Mark III还有一个“Sega Cards”的专用插口，其功能类似SG-1000的“Card Catcher”配件，用来玩那些比较小和比较便宜的Master System游戏。这种游戏储存在一种小型的类似卡片的游戏卡带上。
Mark III在其它地区市场上重新设计成Sega Master System。除了一些外观上的改动，SMS内部架构和Mark III基本上是一样的。真正重新设计的平台于1987年在日本发行，添加了一个内建的Yamaha YM2413 FM声音芯片，连发键，以及3-D眼镜适配器。而附件都是以前Mark III的时候需要另外购买的。
Sega Master System的游戏卡带在日本以外地区发行的版本都有区别于日本版本的卡带形状和针口设置。这通常认为是用以限制销售区域。
与同时代的任天堂那样，Master System拥有自己的吉祥物。世嘉历史上第二位的吉祥物是游戏Fantasy Zone的主角Opa-opa，Fantasy Zone当然也登陆到Master System上，这在游戏Zillion的说明书上也有提及。不久Alex Kidd在事实上成为世嘉的吉祥物，这在Fantasy Zone不流行的西方市场尤为明显。但Alex Kidd未有在官方资料上提及作为吉祥物，或者这只是世嘉针对任天堂的马力欧的一种市场营销手段。当音速小子在1991年正式成为世嘉的吉祥物的时候，同样有制作Master System版本的游戏，但从未在日本发行。
无论是Mark III还是Master System都没有在日本市场获胜，因为它的强有力的对手红白机，保有日本市场的95%。
在日本市场最后一个发行的游戏是1989年2月4日由世嘉发行的Bomber Raid。
該機種在台灣有一個通俗的稱呼叫「阿羅士」。一直到MEGA DRIVE　SEGA-16-BIT（阿羅士五代）出現後才停用這個稱呼。

### 北美
1986年6月，这部机器重新设计并以Sega Master System的名字在美国发行，这距离红白机在美国的发行差不多一年了。机器售价200美元。Master System最终也在其他地区市场发行，包括1987年在日本的二次发行，只不过这次叫Master System。
到1988年的时候，任天堂控制着83%的北美游戏机市场份额。Master System在北美的代理权到了Tonka手上，但市场份额逐渐萎缩，这很大程度是由于任天堂的政策打压。 其中一个政策是，在任天堂的平台上发行的第三方游戏不得在它的竞争对手的机器上移植。这样就导致很多在街机和红白机上名噪一时的大作无法移植到Master System上。Activision和Parker Brothers是Master System在北美地区仅有的两家第三方软件商，但两家公司没有一家有在Master System上发行过5个以上的游戏，并且这两家公司也在1989年结束对Master System的支持。

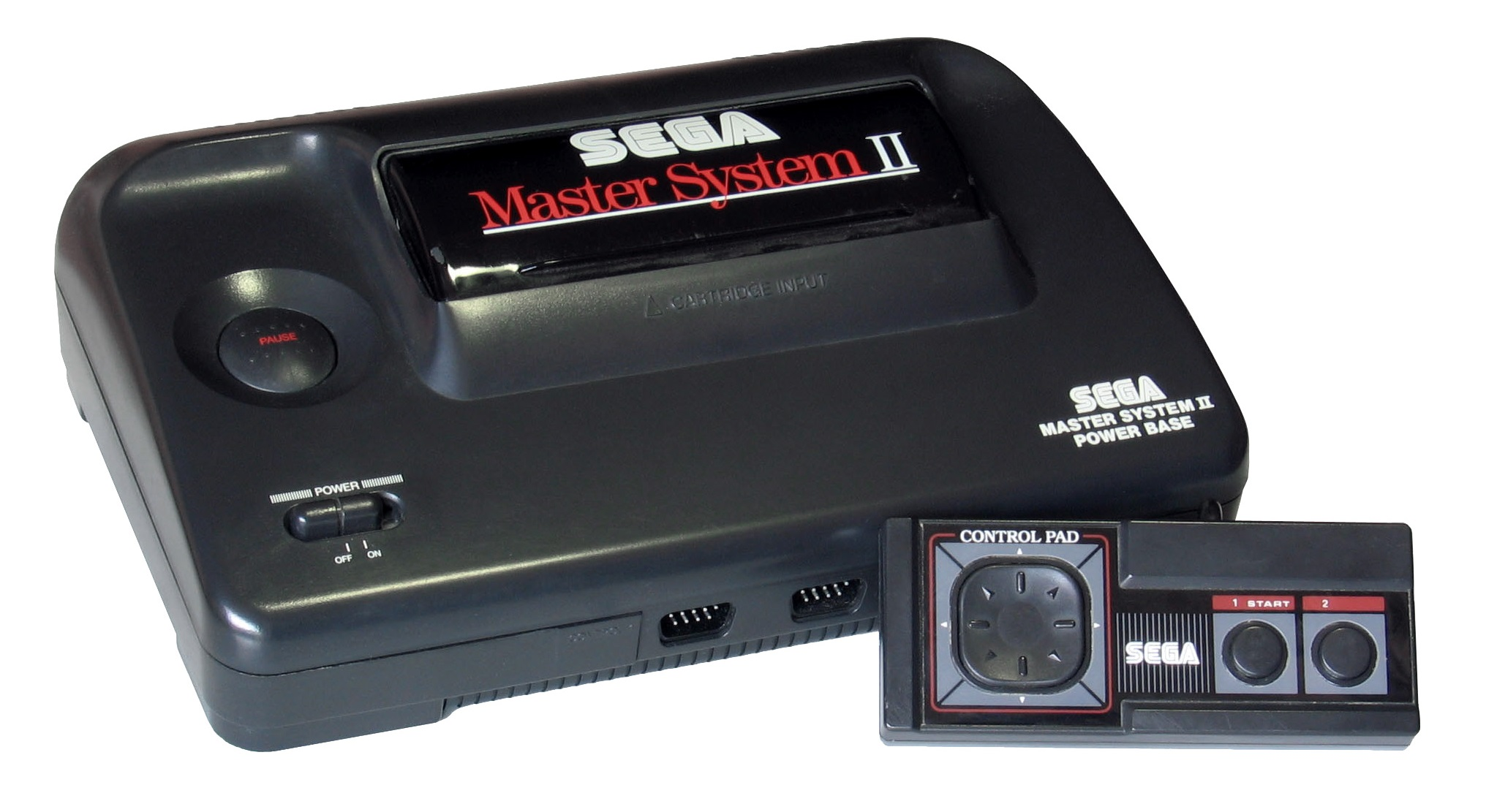
世嘉Master System II

1990年，世嘉终于凭借他们的Mega Drive获得北美市场的成功并由此从Tonka那里取回Master System的代理权。于是他们有设计出世嘉Master System II，这是一个廉价版的Master System，没有重置键，没有那个基本上没用过的扩展口，以及没有卡片插口。由于3D眼镜需要使用卡片插口连接，理所当然地3D眼镜也不能用了。为了对抗任天堂的《超級瑪利歐兄弟》，这部机器没有再用以往的Snail Maze和Hang-On/Safari Hunt，转而使用《阿历克斯小子奇幻世界大冒险》作为内置游戏。
尽管世嘉卖力宣传，Master System II的北美地区销量却乏善可陈。美国政府的命令下，1991年任天堂取消了原来严格的第三方协议，不过Master System已经山河日下。1992年初，北美地区Master System的销量已经不值一提。
Master System美国地区最后一个发行游戏是世嘉自己在1991年秋天发行的《刺猬索尼克》，之后又有一些欧洲的游戏在加拿大发行。

### 欧洲
在欧洲，Master System非常成功。世嘉在多个国家销售Master System，其中更包括几个任天堂的触手还没伸到的国家。Master System在欧洲有着强大的第三方软件商支持，也有美国发行商在欧洲发行一些由于受到任天堂限制而在美国地区不能发售的游戏。
世嘉在德国地区取得了一些成绩，在这里Master System由代理商Ariolasoft在1987年冬季开始发售。在法国，机器则是由维珍集团代理發行。英国的代理商是Mastertronic，这家公司后来由维珍集团收购。
意大利的代理商是Giochi Preziosi，发售后的第一年它完胜红白机。红白机在意大利地区只是在Mega Drive发行以后才挣回一点点面子。
Master System在欧洲的生命周期也远比其在日本和北美地区要长。它对任天堂红白机的竞争力，甚至说已经打败了红白机，使得普遍评论认为它在欧洲是成功的。这种成功也让世嘉决定开设欧洲分公司。
由于它的架构和Game Gear类似，软件开发商得以在开发同时开发Master System和Game Gear的游戏。事实上，很多在北美和日本发行的Game Gear游戏在欧洲发行在Master System平台上。
就如在北美那样，世嘉也在欧洲推出Master System II，最初它的内建游戏也是《阿历克斯小子奇幻世界大冒险》，后来换成Sonic the Hedgehog。
SMS在欧洲地区最后一个发行的游戏是Infogrames在1996年发行的The Smurfs: Travel the World。它的后继机种Mega Drive在欧洲同样大红大紫，世嘉对Mega Drive的支持大概也獲延续到这个时候。往后世嘉就集中精力推广SEGA Saturn而结束对这两部机器的支持了。

### 巴西

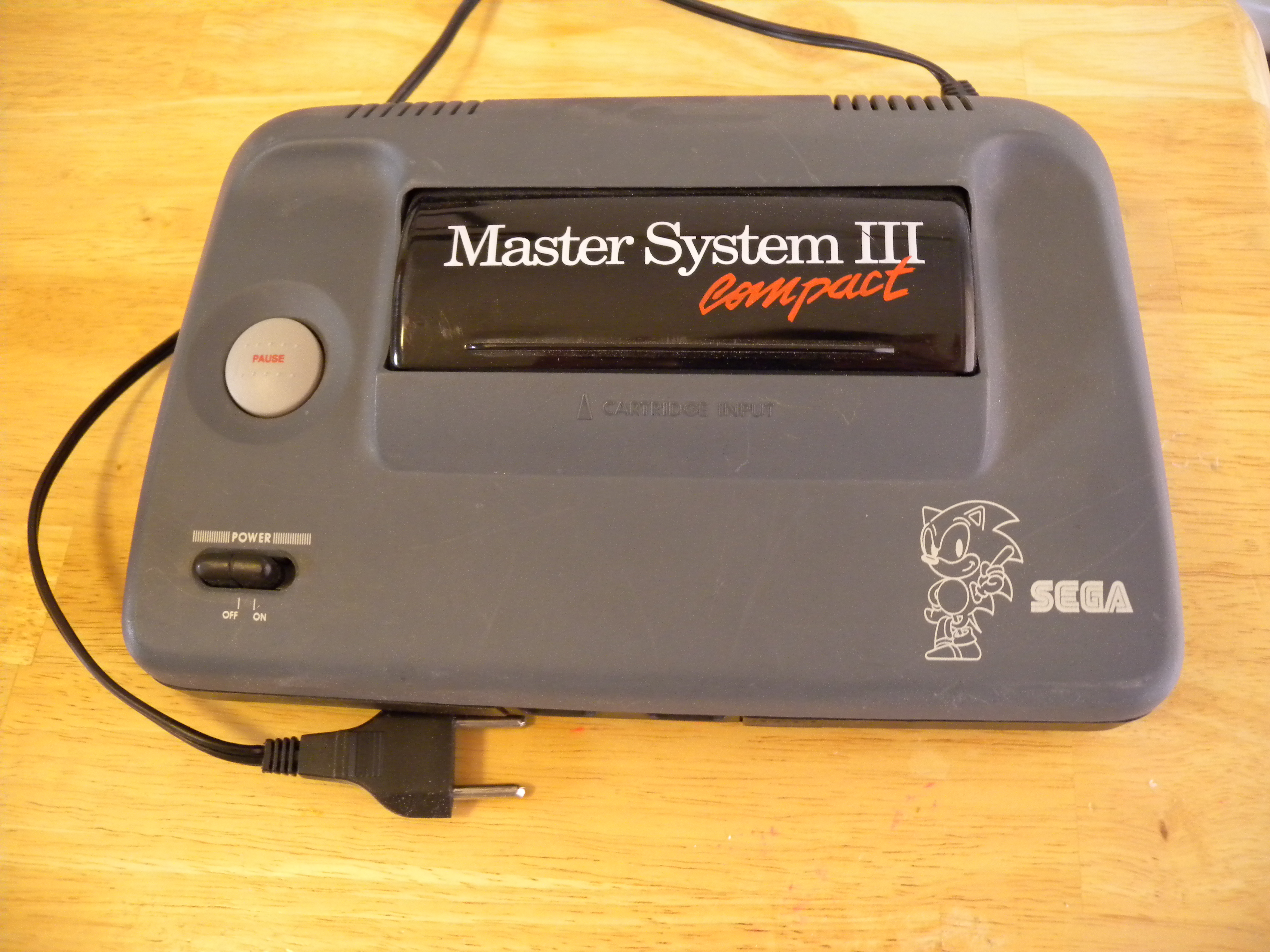
Sega Master System III compact: Master System II的巴西版。

巴西是Master System大获全胜的其中一个市场。这裡的代理商是Tec Toy，世嘉的巴西地区发行商。它在1989年至1995年间发行了至少5个版本的游戏机，并将不少游戏翻译成葡萄牙语.游戏中的角色也为融合当地主流文化而改名（例如，Wonder Boy in Monster Land成了Mônica，Maurício de Souza编写的巴西流行儿童漫画书中的主角）。
巴西也出产了很多原创游戏，像Sítio do Pica Pau Amarelo（基于Monteiro Lobato的工作）、Castelo Rá-Tim-Bum（源于TV Cultura系列）以及TV Colosso（源于Rede Globo系列）。

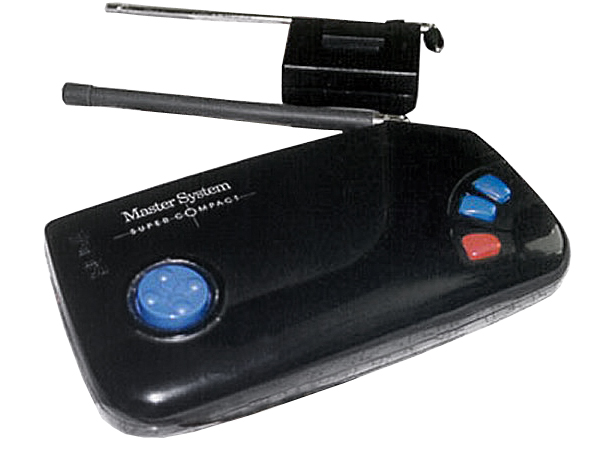
Master System Super Compact，巴西发行的无线版本。

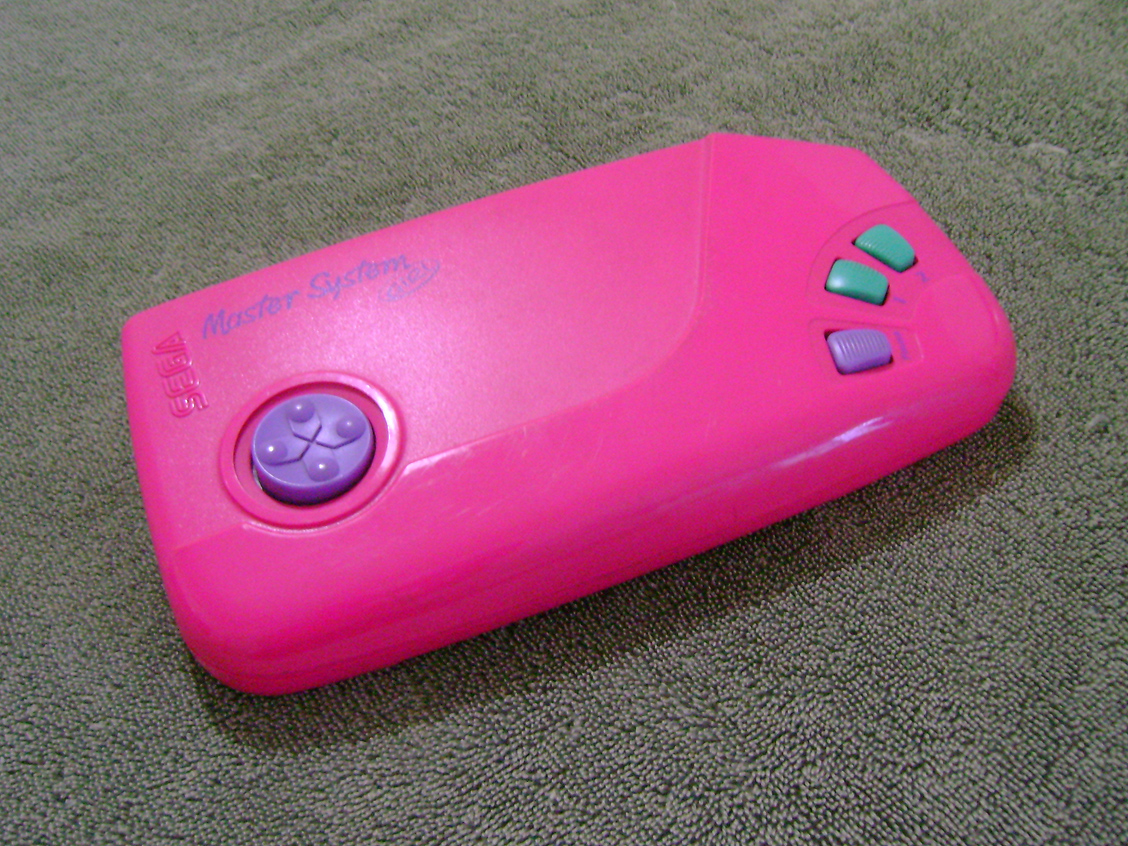
The Master System Girl

巴西地区发行的主机中，最值得关注的是Tec Toy开发的无线Master System Compact。这部主机用电台频率传送A/V信号，而不需要线缆连接。它在1994年至1997年间生产，是主机收集者们的重点目标。还有就是Master System Girl，类似的设计但主要针对女性市场。对比前者最大区别在于其粉红色的机身。
然后，Game Gear上的游戏又獲移植到这个主机上，而且有几个原创的巴西标题。Tec Toy更发行了一个授权的街头霸王2。主机生产者明显对巴西人十分了解，所以巴西地区取得了相比其它地区更大的成就。
最后的版本是所谓的"Master System 3"（跟那个实际上是灰色Master System II的"Master System III"完全不是一回事）。它是一个全新的现代化黑色设计，中间混合蓝色的细节。虽然视觉上有这样的变化，它也没有改名而只是用罗马数字取代了阿拉伯数字。它有131个内建游戏，包括经典的Sonic the Hedgehog、Alex Kidd和《戰斧》。

### 其他
Master System在2006年末又设计成小型的手持版本。这部掌上游戏机用3节AAA电池供电，有一个更明亮的活动矩阵屏幕，以及内建20个Game Gear和Master System游戏。它挂了几个牌子发行，包括Coleco and PlayPal。

### 纵观
整体上看，世嘉Master System在全球范围内取得了一定的成绩，但没有在日本及北美市场取得胜利。然而，世嘉利用它的后继者Mega Drive，在欧洲、巴西以及北美市场取得了更多的市场份额。

## 技术参数
- CPU: 8位Zilog Z80A
  - 3.546893 MHz（在PAL/SECAM模式）, 3.579545 MHz（在NTSC模式）
- 图像: VDP (Video Display Processor视频显示处理器)源自德州仪器TMS9918
  - 同屏最大显示32种颜色 (一个支持点阵图和背景的16色模板，以及一个只支持背景的16色模板)的64色模板 (也可以通过编程手段同屏显示64种颜色)
  - 屏幕分辨率256×192或256×224。在PAL/SECAM模式也支持256×240
  - 8×8像素字符，最大463 (受VRAM空间限制)
  - 8×8或8×16像素点阵图，最大64
  - 横向、竖向以及部分点阵图滚动
- 声音 (PSG): SN76489 (注意Sega Master System、Game Gear以及Mega Drive / Genesis使用经过轻微改进的SN76489A，而较古老的SG系列使用原版的SN76489)
  - 4个单声道通道 (3个方波，1个白噪声)
  - 3音调发生器, 10 octaves each，1 白噪声发生器
- 声音 (FM): Yamaha YM2413
  - 单声道FM合成器
  - 可在9个音调通道 或6个音调通道+5个打击乐通道 之间切换
  - 1987年的日本版Master System已内建
  - 仅特定游戏支持
- Boot ROM: 64 kbit (8 KB)至2048 kbit (256 KB)，取决于游戏的内置情况
- 主内存: 64 kbit (8 KB)，可通过游戏卡带扩充
- 显存: 128 kbit (16 KB)
- 游戏卡片插口与Master System II不通用。
- 游戏卡带插口（不包括新近的巴西型号，因为新型号有内建游戏）
  - 日本和韩国的机型使用与SG-1000和Mark II相同的直立形式的44针卡带
  - 其他机型使用横置的50针卡带[8]
  - 卡带设计风格的不同之处在于区域限制的形式
- 扩展口
  - 未使用，所有区域的产品都有兼容50针插口（但顺序相反）

## 游戏
Master System的遊戲，大多都是以MARK III 的遊戲為基礎，亦有的因為版權問題或市場原因，直接把內容作出部份改動，易名後發售，例如「北斗之拳」改為「Black Belt」、「甜甜小公主」改為「Alex Kidd in High Tech World」。
在Master System的最初发行版中，有一个称作Snail Maze的内建游戏，内容是一大堆限时完成的迷宫游戏。想玩这个游戏你可以不插入游戏卡带，并在启动时同时按住“上”键和“1”、“2”键让机器读取BIOS。
Astro Warrior植入到其中一个版本的机器中（Sega Base System，这个版本比较便宜但没有光线枪）。
Hang-On和Safari Hunt则植入到另外一个版本的机器中。此外，北美发行的最初版本（已经内建Snail Maze）机器还附送一个Hang On和Safari Hunt的合集卡带
《阿历克斯小子奇幻世界大冒险》植入到在北美和欧洲地区的“Master System II”版本。Sonic the Hedgehog则植入到后来的PAL Master System II。后来这个游戏又移植到Game Gear。
世嘉与Zillion的动画制作商达成的协议，产生了游戏Zillion以及一支设计成手枪形状的光线枪。

### 虚拟平台
任天堂的Wii平台上的Virtual Console有许多Master System游戏提供下载。
第一个在这个服务系统上发行的游戏是2008年2月26日的Hokuto no Ken。不久后的3月11日Fantasy Zone发行。这两个游戏都是在日本地区发行，要耗费500Wii Points。（不过Hokuto no Ken由于原版游戏的版权问题需要600点）
在北美，这个服务在2008年3月31日发行的SMS游戏系列中的第一作是Wonder Boy。Fantasy Zone要等到2008年4月14日。 在欧洲地区，Fantasy Zone和Wonder Boy则在同日发行。

## 输入媒体
Master System和其它主机的最大区别之一在于它可以使用两种游戏媒介：游戏卡带和游戏卡片。相应也有不同的对应插槽。卡片插槽可以插下信用卡大小的卡片，很像后来的PC Engine / TurboGrafx 16
卡带拥有更高的容量，相较之下卡片就小很多。世嘉用卡片装载廉价游戏，这些游戏比起标准的游戏要便宜很多。
大部分卡片都是装载游戏，但3-D眼睛卡的作用就大不相同了。3-D眼镜通过卡片插口插进机器裡，并实现部分专属游戏的3-D虚拟效果。在这种情况下，所有的输入媒体都是同步的。
在重新设计的Master System II里卡片插口被移除，只支持游戏卡带。这有助降低成本，因为Master System II的时候卡片已经不流行而且很少新的基于卡片的游戏。大部分卡片游戏后来放进卡带里重新发行
曾有软盘驱动器附件开发出来，但世嘉从来没有正式发行过。

## 手柄
- Controller 3 – 2键，有一个预留孔位给旋入式摇杆
- Controller 4 – 6键，和Mega Drive的6键手柄很相似，只在巴西发行。
- Control Stick - 2键，有跟汽车变档杆十分相似的摇杆，但摇杆在右按键在左。
- Light Phaser – 光枪，和MD的光枪游戏不兼容。
- Sega Rapid Fire Unit - 用于实现标准摇杆连发功能的适配器，只能用于日版机器。
- Sega Sports Pad - trackball控制器。
- Sega Handle Controller - paddle控制器
- SG Commander - 内建连发功能的标准控制器。

### 标准手柄

Master System的手柄

Master System的手柄只有两个按键，其中一个用作传统的“Start”键功能；暂停键放到主机上。原版的手柄，像以往世嘉的机器从两侧连接手柄的线缆；1987年开始的机器则将连接位置改到现行标准的顶部。一些手柄在方向键上有一个可拧入的操纵杆。
手柄采用以前的de facto标准雅达利风格9针接口，并能不经修改用于兼容该接口的设备，包括雅达利2600、Commodore Amiga、雅达利ST、Commodore 64、Amstrad CPC以及使用Kempston interface的ZX Spectrum或类似机器。
巴西发行街头霸王2的时候，开发商模仿Mega Drive设计了一种新的六键手柄，后来的巴西Master System手柄有两个六键手柄。
后来的Mega Drive手柄也能在Master System上如常运作，B、C键分别代替1、2键，其它键则不起作用。类似Alien Syndrome等的少量Master System游戏即使是使用Power Base Converter也不能使用Mega Drive手柄，而只能用原版的Master System手柄。

### 光枪

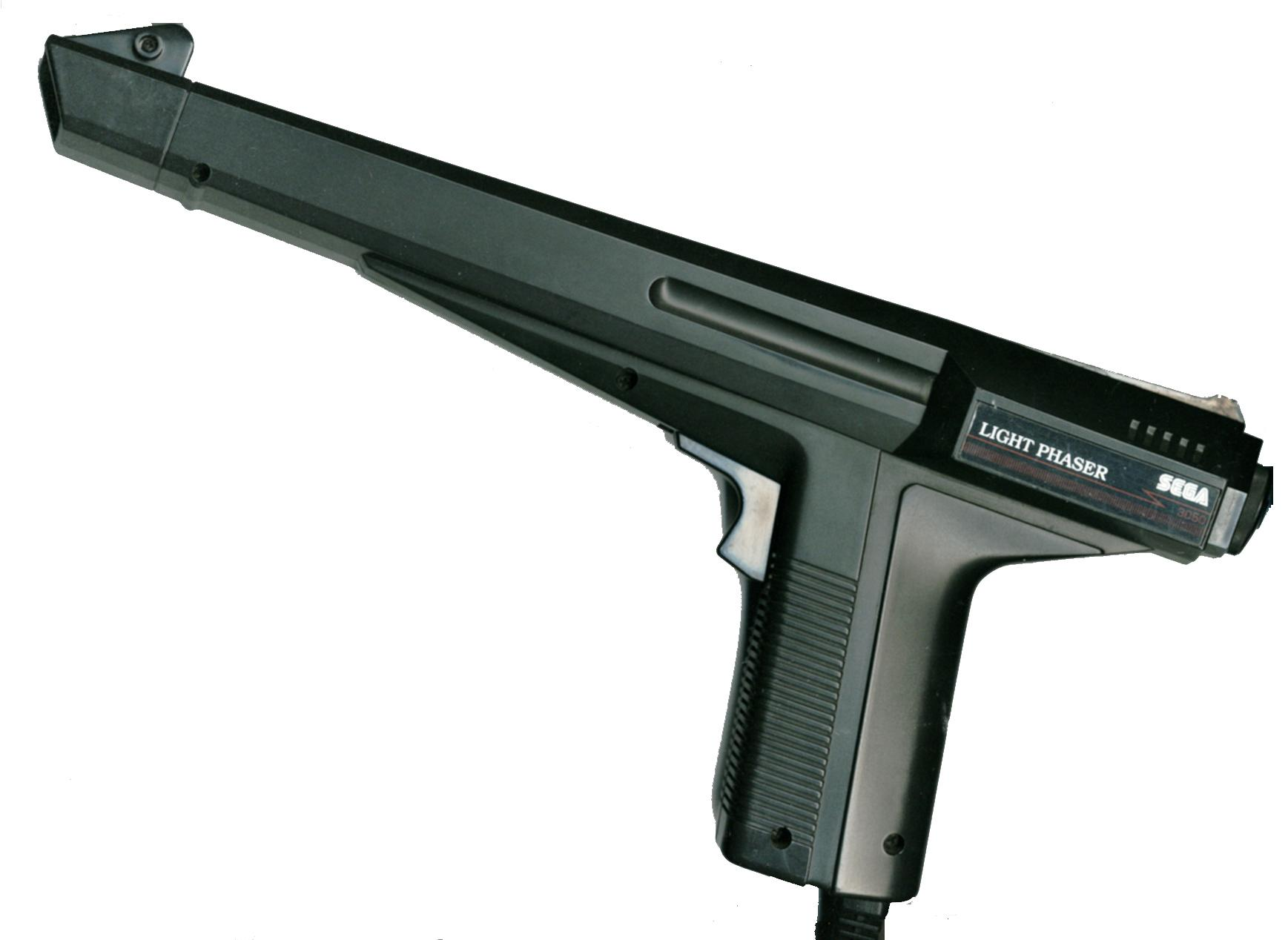
世嘉Light Phaser

Light Phaser是Master System的专用光枪，以日本动画Zillion中出现的武器命名，实际上也是为同名游戏设计。它比任天堂的光枪Zapper要重，不过扳机要灵敏得多，瞄准也比较准确。像Zapper那样，Light Phaser与真枪外貌有所区别以防止警察误认这是一把真枪，上面还印有一块手形的橙色纸片。尽管如此，还是发生过有人用lightphaser挟持人质的事件。Tec Toy在巴西也发行了一把蓝色的光枪。

### SegaScope 3-D眼镜

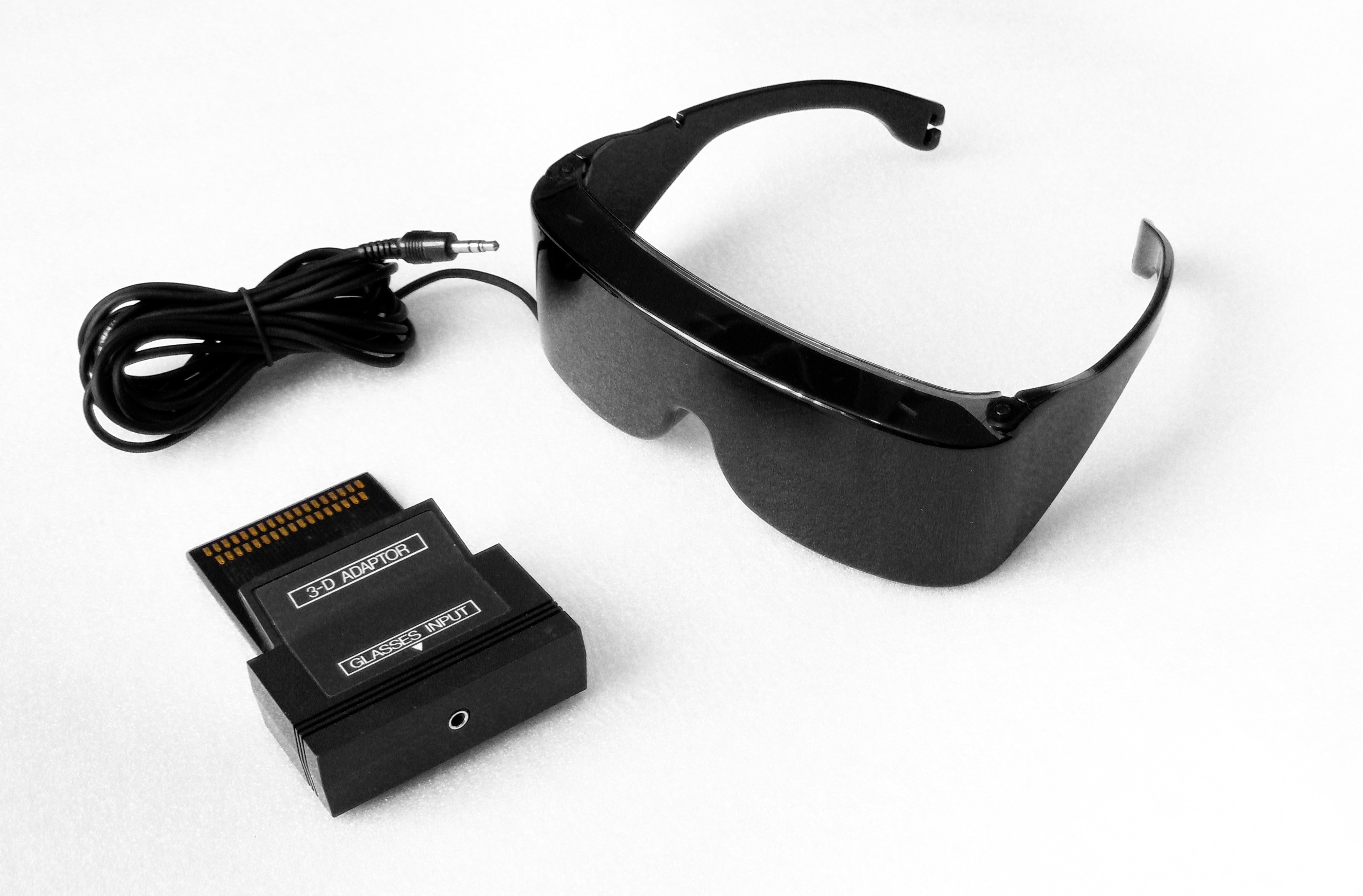
3-D眼镜和卡片适配器

LC快门眼镜的原理是左右镜片快速做出闪动。当屏幕显示需要左眼看的影像时，右眼的镜片立即变暗以遮挡右眼的视线；反之亦然。当这种间断的遮蔽达到一定速度时，就会给人的大脑带来立体的印象。同时它又利用了一般的显像管电视的逐行显示方式，将需要左眼看的图片放在上面的帧，右眼的图像放在下面的帧。所以这套系统在非标准的电视上无法使用，同时也不能用于大部分的录像卡，因为录像卡一般会将帧混合。这套系统的好处是相比红蓝眼睛不会影响颜色显示。这种技术后来用在3D电影上，只不过设备有所改进，不能用在过往的家用电视上。
Master System的3D眼镜只能用于原版的Master System，因为它需要插入到卡片插口，而Master System II已经取消了这个插口。世嘉只为这套设备开发了8个游戏。
- Blade Eagle 3-D
- Line of Fire（开机时按住“1”和“2”键）
- Maze Hunter 3-D
- Missile Defense 3-D（同样需要光枪）
- Out Run 3-D（可以不戴眼镜在2-D模式中进行）
- Poseidon Wars 3-D（可以不戴眼镜在2-D模式中进行）
- Space Harrier 3-D（可以通过密码不戴眼镜在2-D模式中进行）
- Zaxxon 3-D（通过密码可以切换到2-D模式）

通过Master System Converter，这些特性都可以在Mega Drive上完美再现。

## 对Sega Mega Drive/Genesis的兼容性

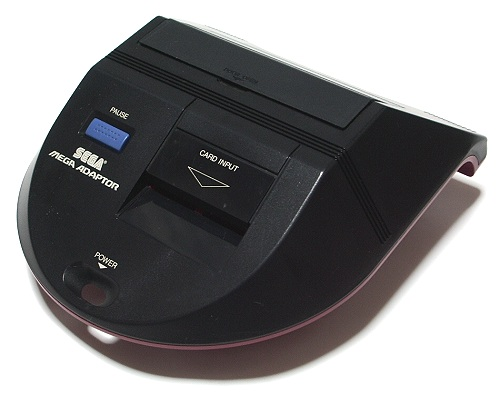
Mega Adaptor

Mega Drive的内部设计对Master System是兼容的，但两部机器的游戏卡带插槽的形状不同。为此世嘉开发了一个转接器，让Master System的游戏可以在Mega Drive上运行。这个转接器在日本和亞洲地區则稱為Mega Adapter，在北美稱為Power Base Converter，欧洲地区再换个名字“Master System Converter”。这个看起来有点大的装置插进Mega Drive的卡带插槽，然后就可以将Master System的游戏卡带和卡片插进去并在Mega Drive上玩到它们。转接器的形状规格并不适合用于Mega Drive II，由此又有只在欧洲发售的Master System Converter II，甚至有第三方开发的转接设备。